# RK-3 Corsar
El RK-3 "Corsar" (en ucraniano: РК-3 "Корсар") es un misil guiado antitanque portátil ligero ucraniano desarrollado por la Oficina de Diseño Estatal de Kiev "Luch".
El 25 de julio de 2013, "Luch" ha realizado una prueba de fuego real de su nuevo sistema de misiles antitanques "Corsar" en un campo de tiro cerca de Kiev.
Es probable que Corsar reemplace los sistemas antitanques rusos / soviéticos como el 9M113 Konkurs y el 9K111 Fagot.

## Visión general
CORSAR es un sistema de misiles antitanque ligero y portátil. Tenía la intención de destruir objetivos blindados estacionarios y en movimiento. También se puede utilizar contra emplazamientos, objetos con armadura ligera y helicópteros. El disparo se puede realizar tanto desde el monte como desde un parapeto de trinchera. El sistema tiene dos tipos de ojivas. Ojiva HEAT de carga en tándem RK-3K con al menos 550 mm de penetración detrás de ERA y ojiva RK-3OF de alta fragmentación explosiva con al menos 50 mm de penetración. La ojiva RK-3K podría ser capaz de contrarrestar el blindaje frontal de los tanques de batalla principales de peso medio, como el T-72A. El sistema también tiene una ojiva HE-fragmentation RK-3OF para atacar posiciones de infantería y vehículos blindados ligeros. El sistema tiene una cámara termográfica para usar en funcionamiento nocturno.

## Desarrollo

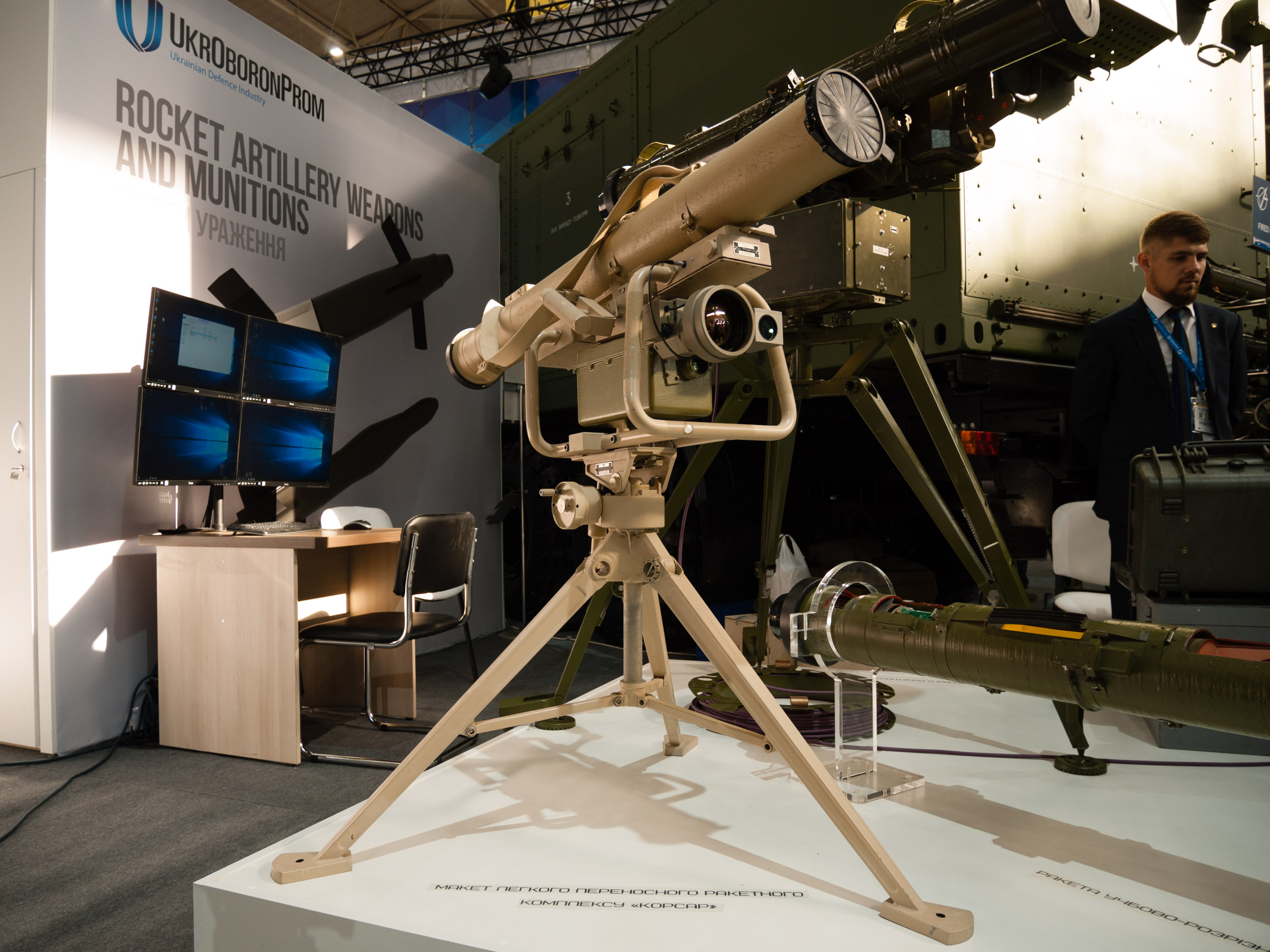
RK-3 Corsar ATGM

Luch, contratista de defensa estatal de Ucrania, State Keiv Design Bureau, comenzó el proyecto a principios de la década de 2000. Un prototipo debutó durante la exhibición de armas IDEX 2005 en Abu Dhabi. 
El 25 de julio de 2013 en un vertedero cerca de Kiev se realizaron pruebas exitosas del misil. En la prueba, el misil Corsair demostró la capacidad de disparar un cohete guiado y no guiado usando el mismo lanzador.
El 29 de agosto de 2017, Ukroboronprom informó que el Sistema de Misiles Portátiles Ligeros Corsair, que fue desarrollado por la Oficina de Diseño del Estado "Luch", fue adoptado por la Fuerzas de Tierra ucranianas, según el Ministerio de Defensa.
En noviembre de 2018, se demostró una versión actualizada del sistema con una cámara termográfica de fabricación griega agregada al lanzador.

## Operadores
- Bangladés
  - Guardia Fronteriza de Bangladés[10][11][12]
- Arabia Saudita
  - Fuerzas armadas de Arabia Saudita[1]
- Ucrania
  - Fuerzas armadas de Ucrania[13]